# Resolutie 210 Veiligheidsraad Verenigde Naties
Resolutie 210 van de Veiligheidsraad van de Verenigde Naties werd aangenomen op 6 september 1965. Dit gebeurde met een unanieme stemming. De Veiligheidsraad riep India en Pakistan opnieuw op tot terugtrekking.

## Achtergrond
Na de Eerste Kasjmiroorlog waren India en Pakistan nog steeds in staat van oorlog om de regio Kasjmir. In 1965 kwam het opnieuw tot geweld tussen de twee landen, na het onderhouden van een jarenlang staakt-het-vuren. Twee dagen voor het aannemen van resolutie 210 had de VN-Veiligheidsraad in resolutie 209 opgeroepen om terug te keren naar het staakt-het-vuren.

## Inhoud
De Veiligheidsraad bemerkte het rapport van secretaris-generaal U Thant over de ontwikkelingen in Kasjmir sinds resolutie 209. Betreurd werd dat de gevechten zich uitbreidden, met als gevolg dat het inschatten van de ernst van de situatie werd bemoeilijkt. De partijen werden opgeroepen om onmiddellijk te stoppen met vechten en zich terug te trekken tot hun posities van voor 5 augustus. De secretaris-generaal werd gevraagd alles te doen om de resoluties 209 en 2010 te doen uitvoeren, de UNMOGIP in India en Pakistan te versterken en de Veiligheidsraad op de hoogte te houden.
Besloten werd de kwestie nauwgezet te blijven volgen, zodat er nieuwe stappen konden worden genomen om de vrede en veiligheid in het gebied te verzekeren.
Lijst ·  200 ·  201 ·  202 ·  203 ·  204 ·  205 ·  206 ·  207 ·  208 ·  209 ·  210 ·  211 ·  212 ·  213 ·  214 ·  215 ·  216 ·  217 ·  218 ·  219